# Racomitrium lusitanicum
Racomitrium lusitanicum är en bladmossart som beskrevs av Ryszard Ochyra och Cécilia Loff Pereira Sérgio Costa Gomes 1992. Racomitrium lusitanicum ingår i släktet raggmossor, och familjen Grimmiaceae. Inga underarter finns listade i Catalogue of Life.